# Komplett Group
Komplett AS er en norsk forhandler af IT- og elektronikprodukter, som har webshops i Norge, Sverige og Danmark. Virksomheden blev etableret i 1998 i Sandefjord, hvor de har hovedkvarter. De har i alt 10 netbutikker, der kendes under navne som Komplett, Itegra, Webhallen og netonnet.  
I 2023 havde Komplett AS en samlet omsætning på 14,618 mia. norske kroner. I samme regnskabsår havde de 1.561 ansatte. Komplett.dk er koncernens danske webshop, der blev etableret i 2007.